# Брусницын, Лев Иванович
Лев Иванович Брусницын (1784—1857) — русский горный инженер, первооткрыватель золотых россыпей на Урале в районе Уфалейских заводов и родоначальник промышленной добычи промывочного золота в России.

## Биография
Родился в 1784 году (по другим данным в 1786 году) в семье потомственных мастеровых, работавших на золотых промыслах.
3 января 1795 года поступил на службу промывальщиком Ключевской золототолчейной фабрики. Работая как взрослые, промывал дроблёную руду, отделяя черный шлих на деревянных лотках.
С 1807 года находился на промываленной работе золотопромываленной фабрике следил за нарядом рабочих людей.
В 1808 году стал руководителем бригады рабочих. В 1811 году на Урал прибыл обер-бергмейстер Николай Алексеевич Шленёв (1776—1863), назначенный руководить Уфалейскими приисками. Лев Брусницын был им замечен и принят на работу в качестве рудойщика[прояснить]. Спустя некоторое время он выявил несколько участков золоторудных жил, где впоследствии были образованы Золотарский и Шеминский рудники. За этот успех Брусницын был произведен в статский внеклассный чин похштейгера, что означало скачок через несколько ступеней.

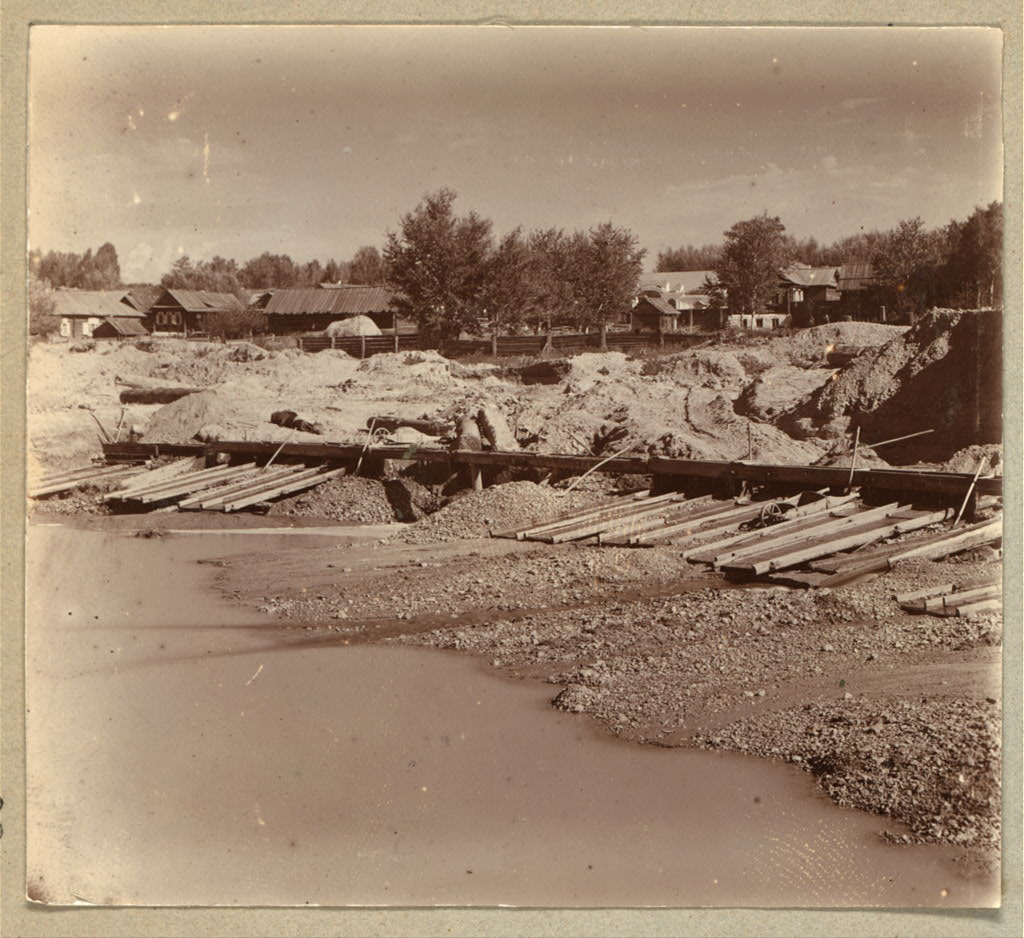
Старательские работы на реке Берёзовке

В 1814 году Лев Иванович был определён на Первопавловскую фабрику Берёзовского завода в качестве смотрителя по всему золотому производству. В этом же году было объявлено об открытии золотосодержащих песков около Первопавловской золотопромывочной фабрики, за что Брусницын был назначен обер-похштейгером. Исследования и открытия новых золотоносных участков в долине рек Берёзовки и Пышмы продолжались: в 1817 году были заложены Мальковский и Даниловский прииски, в 1818 году — Становской прииск. Брусницына стали привлекать для работ по обнаружению и добыче золота в разные места Урала и Сибири. В результате в 1819 году начал работу рудник на верхней Нейве, а в 1821 году россыпное золото было найдено на реке Чусовой.
После забастовки рабочих Березовского завода в 1820 году, Н. А. Шленев был отстранен от руководства, а Л. И. Брусницын переведен в смотрители. Однако это не сильно помешало карьере Льва Ивановича — позднее он был назначен горным техником Березовских золотых промыслов и руководителем Пышминского завода (1826 год). В 1833 году он работал на Гороблагодатских промыслах, а в 1834 году — на Горнощитском прииске. В 1835 году получил чин обер-штейгера со старшинством.
Кроме производственной, Л. И. Брусницын занимался изобретательской деятельностью. Изобрёл промывочный ковш. В 1836 году была запущена в работу усовершенствованная им промывочная машина, что позволило увеличить ее производительность в три раза; в 1844 году изобрёл промывочно-амальгамационный станок .
Продолжал работу по организации золотодобычи по 1845 год, и 3 декабря 1845 года вышел в отставку. К этому моменту в Российской империи добывалось 47 % мирового золота (до открытия уральских приисков только 3 %). На Урале действовало более 200 приисков россыпного золота, на которых добывалось до 105 пудов золота в год. В свою очередь, на Берёзовском заводе с 1814 по 1861 годы было добыто 18,9 тонны россыпного золота.
Умер 15 января (по старому стилю) 1857 года в Екатеринбурге.

## Память
- 14 сентября 2014 года его прах был перезахоронен в городе Берёзовском Свердловской области.
- Художник Григорий Нечеухин написал портрет Льва Брусницына[8], а скульптор Константин Грюнберг — памятник, установленный в Берёзовском[9].

## Награды
Достижения Льва Ивановича неоднократно были отмечены:
- 1825 год — премия 200 рублей за открытие песчаного золотосодержащего прииска по обеим сторонам речки Полуденки впадающей в речку Шемейку;
- 1827 год — премия 150 рублей за открытие Озерного прииска по левую сторону дороги от Пышминского завода в деревню Станову от дороги в первой версте;
- 1828 год — премия 300 рублей за открытие Макаровского прииска по истоку впадающему в речку Чусовая;
- 1829 год — премия 150 рублей за открытие золотосодержащего Второго Горношитовского прииска состоящего в урочине Луговских приисков;
- 1830 год — премия 100 рублей за открытие золотосодержащего песчаного Вознесенского прииска по течению Воронковского Ключа на юго-восток от Первого Шабровского прииска на севере в 3,5 верстах;
- 1830 год — премия 200 рублей за открытие золотосодержащего песчаного Ивановского прииска от Первого Шабровского прииска Второго Лога на Полдень в первой версте;
- 1830 год — премия 200 рублей за открытие золотосодержащего песчаного Горношитского прииска от Горношитского Мраморного завода в первой версте по логу;
- 1830 год — премия 200 рублей за открытие золотосодержащего песчаного Спаского прииска от Первого Шабровского прииска в 90 саженях;
- 1830 год — премия 200 рублей за открытие золотосодержащего песчаного Ускоключевского прииска по Уктускому Ключу в запад от Шабровского второго рудника на юго-восток примерно в 8 верстах;
- 5 апреля 1832 года — награждён серебряной медалью «для ношения на шее, всемилостивейше пожалованную ему, по доложению Комитета гг. министров, за отлично-усердную службу»[2].